# Кузик Володимир Дмитрович
Володимир Дмитрович Кузик (20 липня 1972, м. Зборів — 26 січня 2014, м. Тернопіль) — український журналіст.

## Життєпис
Від 1972 — в м. Тернопіль.
Закінчив Тернопільський фінансово-економічний інститут (2005, нині Західноукраїнський національний університет).
Від 2000 — працює в ЗМІ: редактор кримінальної хроніки газети «RIA плюс» (2000—2002), журналіст відділу новин, ведучий, авторської програми «Скажіть відверто», координатор програм «Тема тижня», «Жіночі клопоти», «Формула здоров'я» на «TV-4» (2002—2003), всеукраїнського проекту «Вибори онлайн» (2004), журналіст газети Місто (2003—2005), заступник головного редактора, головний редактор газети «Номер один» (2005—2008), редактор газети «Тернопільська газета» (від 2008), водночас власкор інформаційної агенції «Українські новини» в Тернопільській області (2004—2005). Співзасновник громадської організації «Тернопільський прес-клуб».

## Відзнаки
- 2008 — переможець конкурсу на найкраще журналістське розслідування й авторську публікацію з протидії корупції в ЗМІ Тернопільській області за проектом «Гідна Україна».